# Старый Ярычев
Старый Ярычев (укр. Старий Яричів) — село в Новоярычевской поселковой общине Львовского района Львовской области Украины.
Население по переписи 2001 года составляло 1746 человек. Занимает площадь 2,1 км². Почтовый индекс — 80463. Телефонный код — 3254.